# Liste der denkmalgeschützten Objekte in Antau
Die Liste der denkmalgeschützten Objekte in Antau enthält die 11 denkmalgeschützten, unbeweglichen Objekte der Gemeinde Antau.

## Denkmäler
| Foto |                 | Denkmal                                                                                             | Standort                                 | Beschreibung | Metadaten |
| ---- | --------------- | --------------------------------------------------------------------------------------------------- | ---------------------------------------- | --- | --- |
| ja   | Datei hochladen | Pest-/Dreifaltigkeitssäule HERIS-ID: 25827 Objekt-ID: 22276                                         | Hauptplatz Standort KG: Antau            | Pestsäule mit Gnadenstuhl, Inschrift 1708 | BDA-Hist.: Q37896651 Status: § 2a Stand der BDA-Liste: 2025-06-30 Name: Pest-/Dreifaltigkeitssäule GstNr.: 234                                                         |
| ja   | Datei hochladen | Rittermühle/Kirchenmühle (Wohnhaus, Speicherbau und Mühlengebäude) HERIS-ID: 25052 Objekt-ID: 21467 | Hauptplatz 5a Standort KG: Antau         | | BDA-Hist.: Q37889803 Status: Bescheid Stand der BDA-Liste: 2025-06-30 Name: Rittermühle/Kirchenmühle (Wohnhaus, Speicherbau und Mühlengebäude) GstNr.: 216/1           |
| ja   | Datei hochladen | Sebastianssäule HERIS-ID: 25828 Objekt-ID: 22277                                                    | Hauptplatz 9 Standort KG: Antau          | Basis und Kapitell ohne Säule, unleserliche Inschrift, um 1700 | BDA-Hist.: Q37896665 Status: § 2a Stand der BDA-Liste: 2025-06-30 Name: Sebastianssäule GstNr.: 215                                                                    |
| ja   | Datei hochladen | Kath. Pfarrkirche hl. Andreas HERIS-ID: 25051 Objekt-ID: 21466                                      | Hauptplatz 9 Standort KG: Antau          | Klassizistischer Saalbau mit eingezogenem kantig geschlossenen Chor, an die südliche Langhausseite angebauter dreigeschoßiger Turm mit Pyramidenhelm, im Westen mittelalterlicher Turm bis zur Dachhöhe erhalten, urkundlich vor 1402 Pfarre, 1390 urkundlich Kirche, 1683 abgebrannt, 1809/10 Neubau mit Verwendung des alten Mauerwerks, 1854 nach Brand restauriert, 1898 Turmbau | BDA-Hist.: Q15840283 Status: § 2a Stand der BDA-Liste: 2025-06-30 Name: Kath. Pfarrkirche hl. Andreas GstNr.: 215 Saint Andrew Church (Antau)                          |
| ja   | Datei hochladen | Anna-Kapelle HERIS-ID: 25822 Objekt-ID: 22271                                                       | Kleine Zeile 6a Standort KG: Antau       | Kreuzgratgewölbter Giebelbau mit spätbarocker Altarwand, 1. Hälfte des 18. Jahrhunderts | BDA-Hist.: Q37896575 Status: § 2a Stand der BDA-Liste: 2025-06-30 Name: Anna-Kapelle GstNr.: 423                                                                       |
| ja   | Datei hochladen | Figurenbildstock, Ecce homo HERIS-ID: 25823 Objekt-ID: 22272                                        | Kleine Zeile 6a Standort KG: Antau       | Säule links neben der Annakapelle, 1. Hälfte des 18. Jahrhunderts | BDA-Hist.: Q37896594 Status: § 2a Stand der BDA-Liste: 2025-06-30 Name: Figurenbildstock, Ecce homo GstNr.: 423                                                        |
| ja   | Datei hochladen | Figurenbildstock HERIS-ID: 25824 Objekt-ID: 22273                                                   | Kleine Zeile 6a Standort KG: Antau       | Pestsäule rechts neben der Annakapelle, am Sockel Relief hl. Rosalia, ehemalige Figuren hll. Rochus und Sebastian, oben Glockenmadonna (Eisenstädter Gnadenbild), 1. Hälfte des 18. Jahrhunderts | BDA-Hist.: Q37896608 Status: § 2a Stand der BDA-Liste: 2025-06-30 Name: Figurenbildstock GstNr.: 423 Figurenbildstock Antau                                            |
| ja   | Datei hochladen | Figurenbildstock hl. Antonius von Padua HERIS-ID: 25831 Objekt-ID: 22280                            | bei Kleine Zeile 58 Standort KG: Antau   | Baumförmiger Schaft um 1700, Figur aus dem 19. Jahrhundert | BDA-Hist.: Q37896695 Status: § 2a Stand der BDA-Liste: 2025-06-30 Name: Figurenbildstock hl. Antonius von Padua GstNr.: 486/1                                          |
| ja   | Datei hochladen | Lourdeskapelle mit hl. Antonius und hl. Johannes Nepomuk HERIS-ID: 25826 Objekt-ID: 22275           | Untere Hauptstraße 65 Standort KG: Antau | Kleiner Giebelbau, bezeichnet 1897, Säule hl. Johannes Nepomuk 18. Jahrhundert, Säule hl. Antonius von Padua bezeichnet 1909 | BDA-Hist.: Q37896635 Status: § 2a Stand der BDA-Liste: 2025-06-30 Name: Lourdeskapelle mit hl. Antonius und hl. Johannes Nepomuk GstNr.: 926 Lourdeskapelle Antau      |
| ja   | Datei hochladen | Bildstock, Weißes Kreuz HERIS-ID: 25825 Objekt-ID: 22274                                            | Wiesengasse Standort KG: Antau           | | BDA-Hist.: Q37896621 Status: § 2a Stand der BDA-Liste: 2025-06-30 Name: Bildstock, Weißes Kreuz GstNr.: 1456/1                                                         |
| ja   | Datei hochladen | Villa Rustica Antau HERIS-ID: 112504 Objekt-ID: 130700seit 2016                                     | Standort KG: Antau                       | | BDA-Hist.: Q37831372 Status: Bescheid Stand der BDA-Liste: 2025-06-30 Name: Villa Rustica Antau GstNr.: 1584/1, 1582/2, 1583/1, 1583/2, 1582/1, 1580/1, 1581/1, 1579/1 |